# Graçanicaklostret
Graçanicaklostret (serbiska: Манастир Грачаница/Manastir Gračanica, albanska: Manastiri i Graçanicës) är ett serbiskt-ortodoxt kloster beläget i Graçanica i Kosovo.

## Historik
Klostret grundades av den serbiska kungen Stefan Milutin 1321.
Efter Kosovokriget 1999 flyttade den serbiske biskopen över Raška-Prizren sitt säte från Prizren till Graçanica. Klostret är dessutom ett religiöst center även ett viktigt nationellt och politiskt centrum för serberna i Kosovo.
Den 13 juli 2006 placerades det på Unescos världsarvslista under namnet medeltida monument i Kosovo, vilket var en utökning med det redan tidigare utnämnda Deçaniklostret och ytterligare två serbiska kloster i Kosovo. Samtliga blev direkt placerade på listan över hotade världsarv.

## Klostret
Klostret är byggt i senare bysantisk stil.

## Bilder

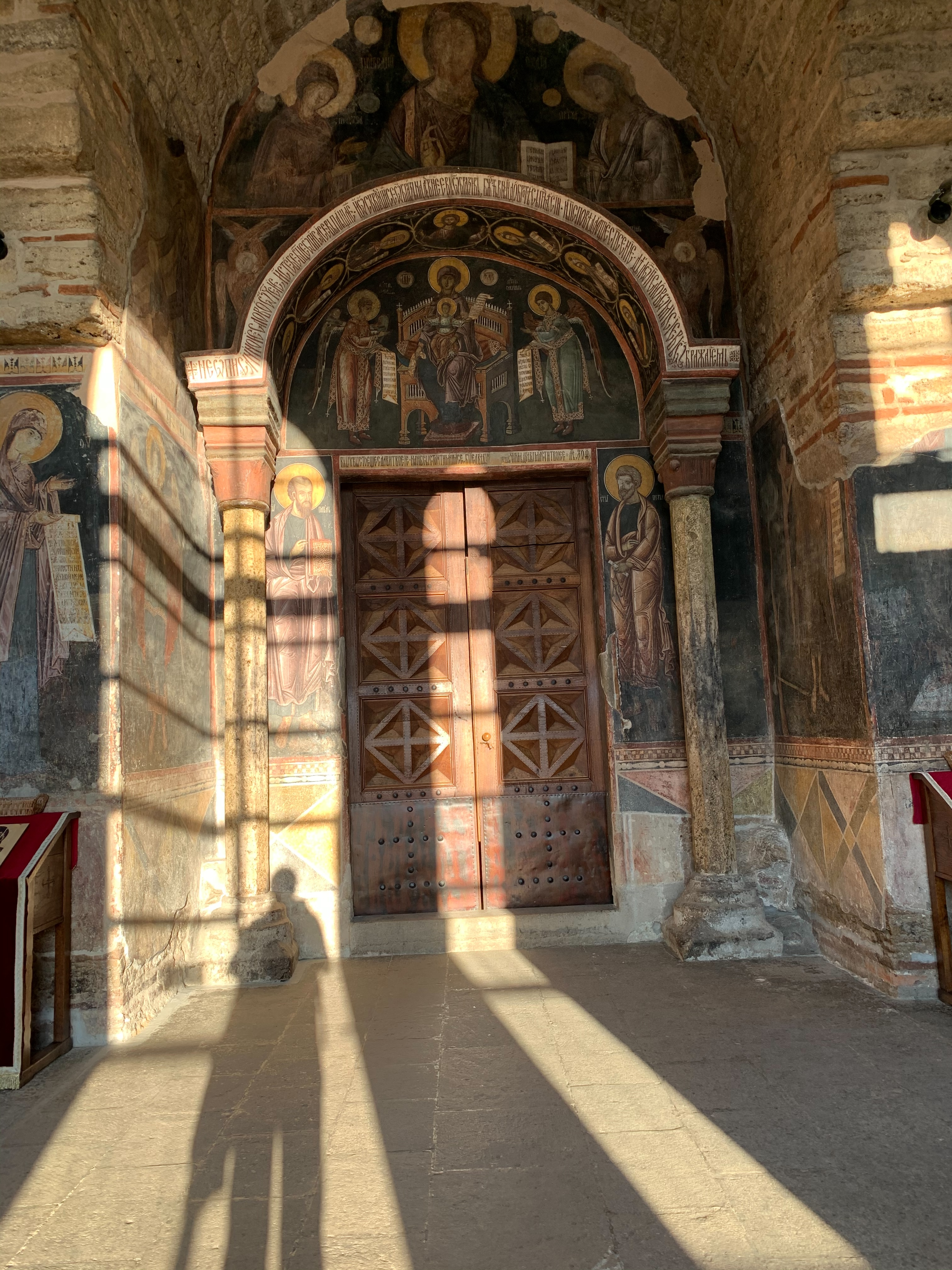
Ingången.
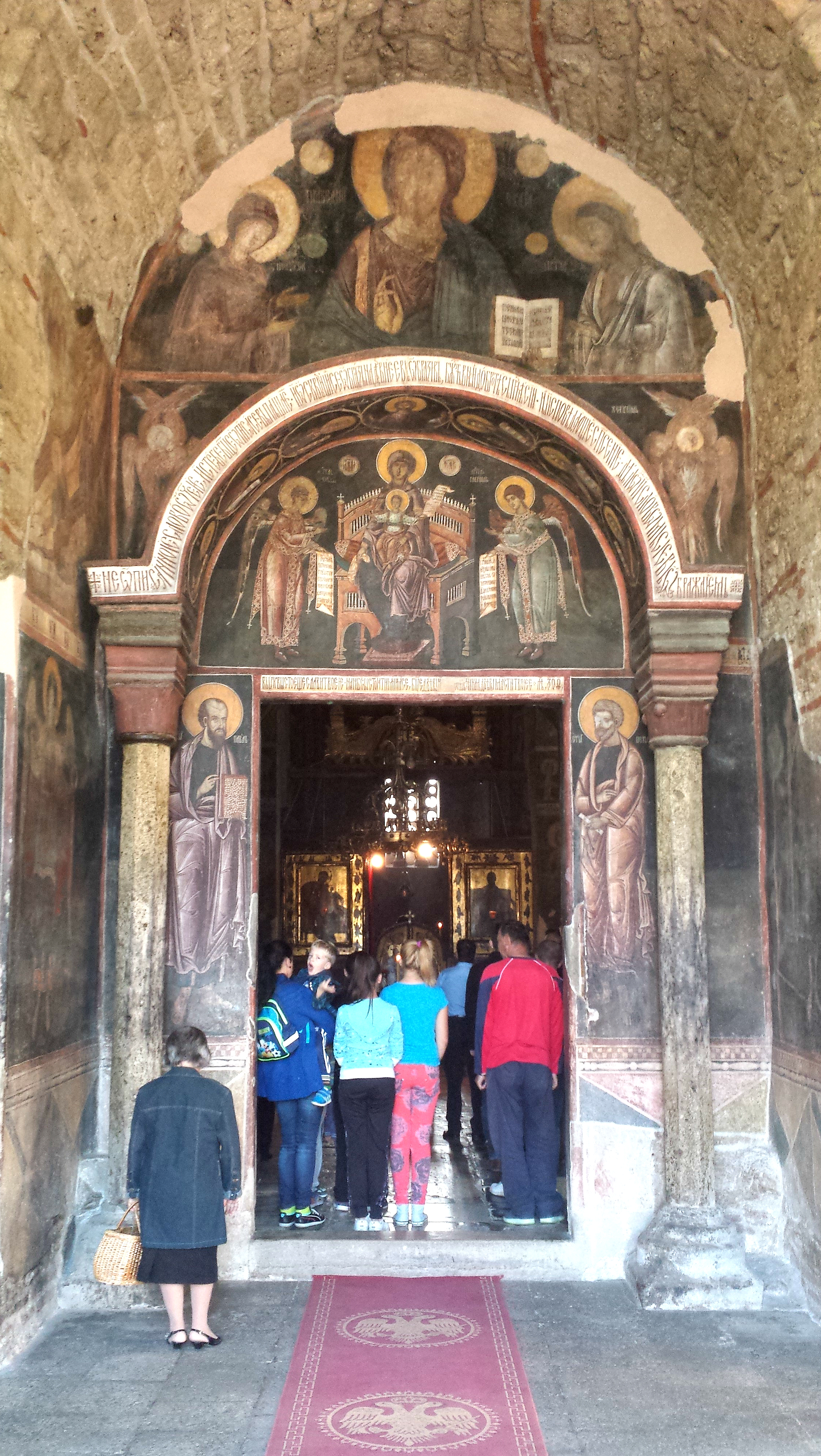
Klostrets interiör.
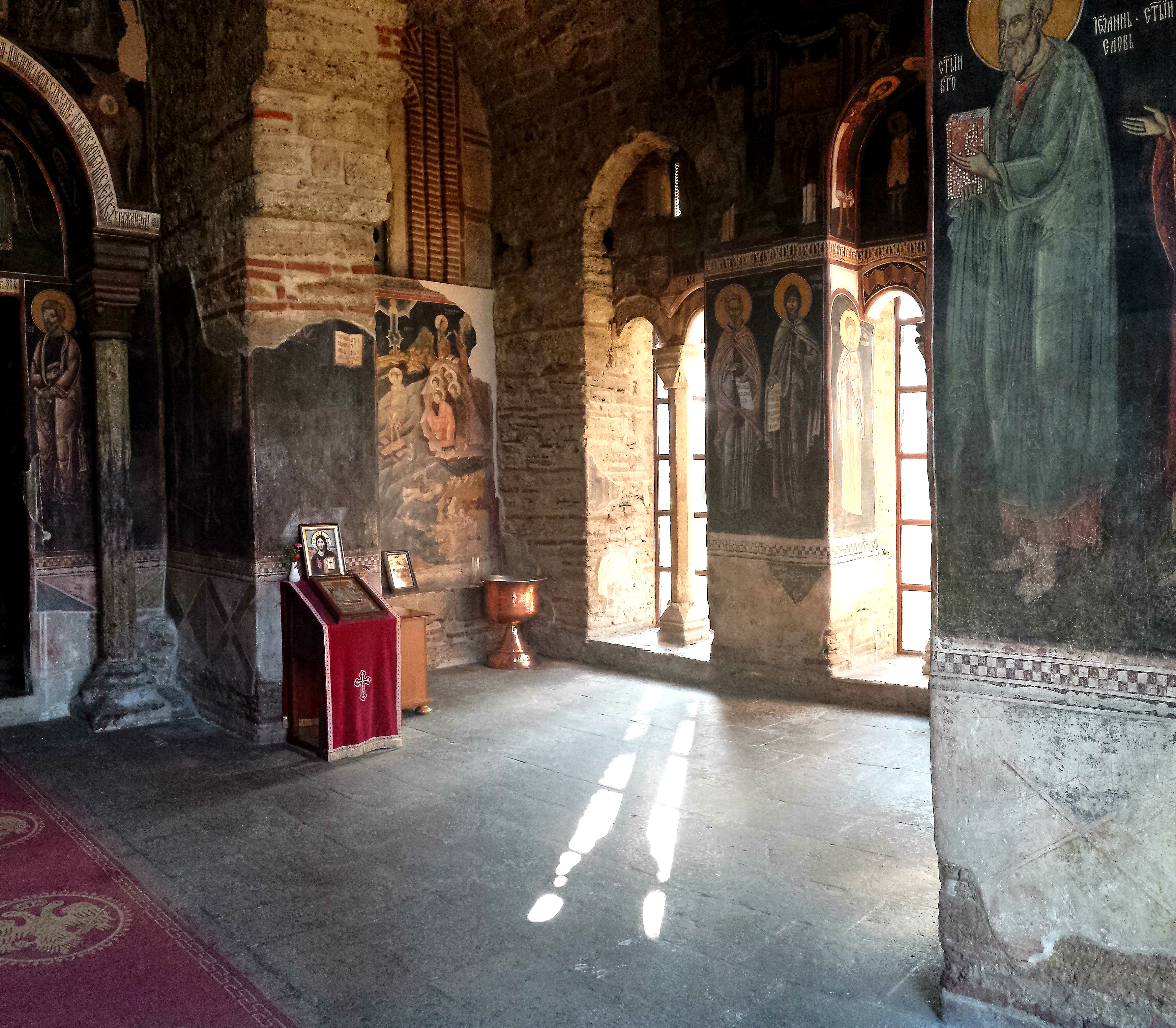
Interiör.
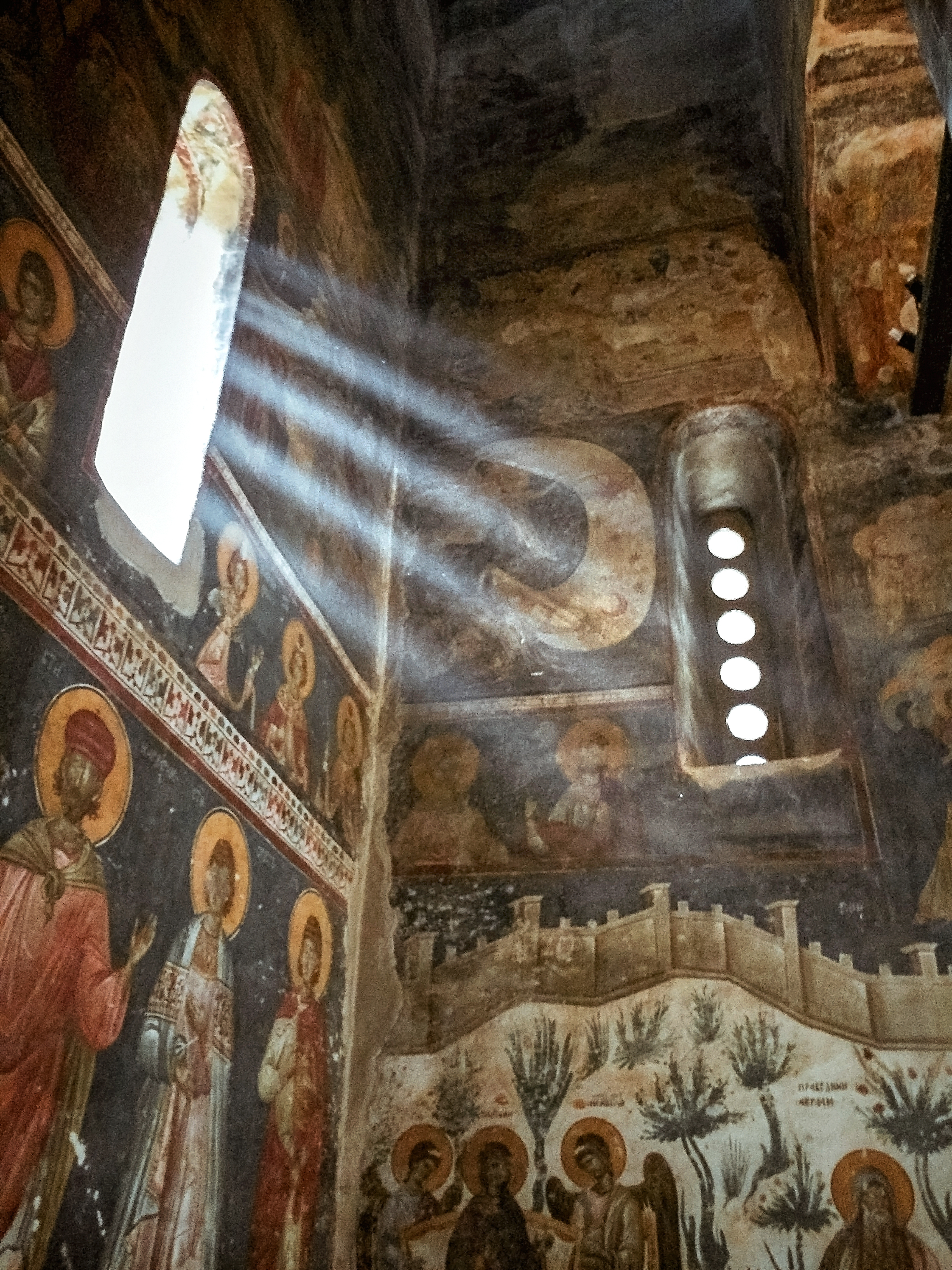
Fresk.
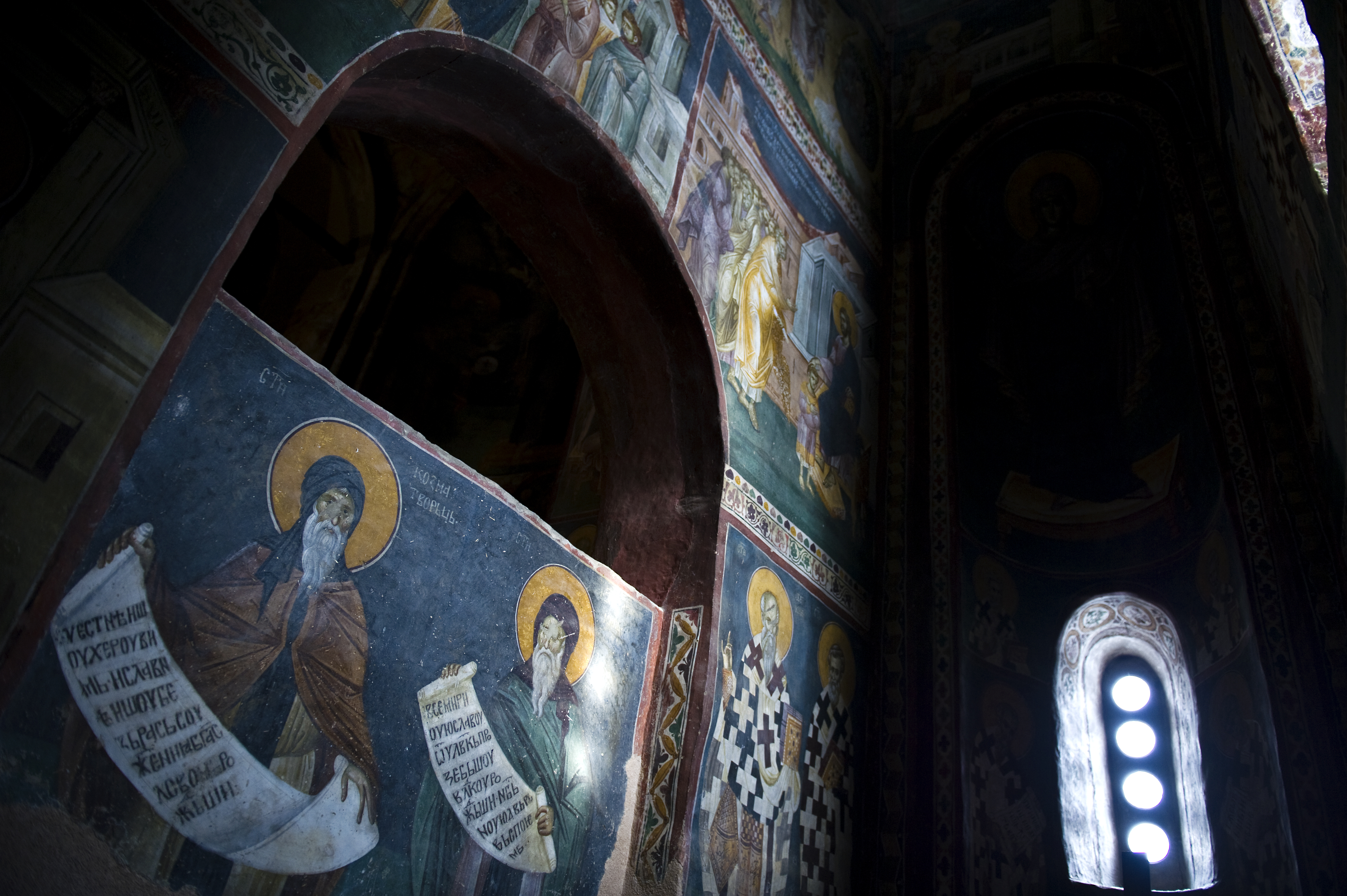
Fresk.
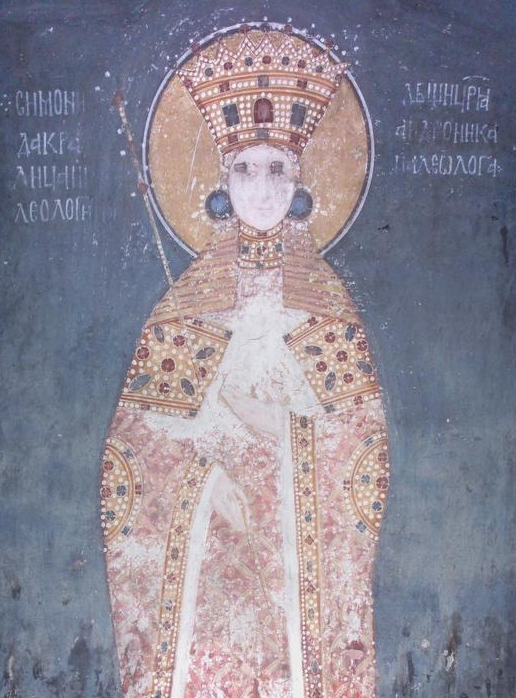
Fresk föreställande drottning Simonida av Serbien, gemål till kung Stefan Milutin.